# 風船 (映画)
『風船』（ふうせん）は、1956年2月19日に公開された日本映画である。原作は大佛次郎の同名作品。

## キャスト
- 村上春樹（元天才画家・カメラ会社社長）：森雅之
- 村上房子（春樹の妻）：高野由美
- 村上圭吉（春樹の息子・カメラ会社営業部長）：三橋達也
- 村上珠子（春樹の娘・学生・軽い知的障碍者）：芦川いづみ
- 都築正隆（春樹の師匠の息子・銀座のナイトクラブのマネジャー）：二本柳寛
- 三木原ミキ子（正隆の元愛人・シャンソン歌手）：北原三枝
- 山名久美子（圭吉の愛人・銀座のバー「ミノトオル」の女給・未亡人）：新珠三千代
- 阿蘇るい子（京都・西陣での春樹の8年前の下宿先の娘）：左幸子
- 阿蘇達次郎（るい子の弟・学生）：牧真介
- 西村正太（阿蘇姉弟の向いの住人）：瀬川路三郎
- 正太の妻（その妻）：田中筆子
- （久美子の）下宿屋のおばさん：紅沢葉子
- （京都の）写真機店主山口：天草四郎
- ミノトオルのマダム：坂井美紀子
- 女給A：山下千枝子
- 村上家女中：福田トヨ

## スタッフ
- 監督：川島雄三
- 製作：山本武
- 原作：大佛次郎（毎日新聞連載、新潮社刊）
- 脚本：川島雄三、今村昌平
- 撮影：高村倉太郎
- 音楽：黛敏郎
- 美術：中村公彦
- 録音：橋本文雄
- 照明：大西美津男
- 衣装デザイン：森英恵